# Charles Kennel

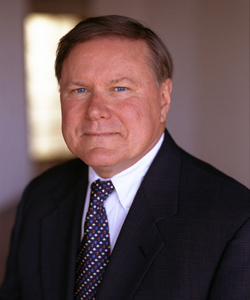
Charles Kennel, 2009

Charles F. Kennel (* 20. August 1939 in Cambridge (Massachusetts)) ist ein US-amerikanischer Physiker, der sich mit Plasmaphysik, insbesondere Weltraumplasmen, und Umweltwissenschaften befasst.
Kennel studierte Astronomie und Astrophysik an der Harvard University (Bachelor 1959) und wurde 1964 an der Princeton University promoviert. 1964 bis 1967 war er Wissenschaftler im Avco-Everett Forschungslaboratorium, unterbrochen von einem Forschungsaufenthalt am International Centre for Theoretical Physics (ICTP) in Triest 1965/66 als National Science Foundation Fellow. 1967 wurde er Associate Professor und 1971 Professor für Physik an der University of California, Los Angeles (UCLA), wo 1983 bis 1986 Vorstand der Physik-Fakultät war. 1994 bis 1996 war er Direktor des Mission to Planet Earth Programm der NASA (in deren Beratungsgremium er 1998 bis 2006 war, 2001 bis 2005 als deren Leiter und wieder ab 2008) und wandte sich der Erderkundung mit Satelliten zu. 1996 bis 1998 war er Executive Vice Chancelor der UCLA. 1998 bis 2006 war er Direktor der Scripps Institution of Oceanography, wo er heute Distinguished Professor Emeritus (für Atmospheric Sciences) ist. Außerdem war er Vizekanzler für Marine Science der University of California, San Diego (UCSD), wo er ein Programm und ein Institut für Umwelt und Nachhaltigkeit (Sustainability Solutions) gründete.
Er war Vorsitzender des California Council on Science and Technology und des Space Studies Board der National Academy of Sciences (1977 bis 1980) und in der Pew Oceans Commission. Er war 2000 bis 2003 Mitglied der Pew Oceans Commission.
1968 erhielt er ein Forschungsstipendium der Alfred P. Sloan Foundation (Sloan Research Fellowship). 1978 wurde er Fellow der American Physical Society. Er ist seit 1991 Mitglied der National Academy of Sciences, Mitglied der American Academy of Arts and Sciences, der American Philosophical Society und der International Academy of Astronautics. 1987 erhielt er den James-Clerk-Maxwell-Preis für Plasmaphysik.